# Toxorhynchites coeruleus
Toxorhynchites coeruleus är en tvåvingeart som först beskrevs av Steffen Lambert Brug 1934.  Toxorhynchites coeruleus ingår i släktet Toxorhynchites och familjen stickmyggor. Inga underarter finns listade i Catalogue of Life.